# Suroeste antioqueño
El Suroeste Antioqueño es una de las 9 subregiones en las que está dividido el departamento de Antioquia en Colombia. Esta subregión constituye un lugar de gran tradición de la cultura paisa, y forma parte del Eje Cafetero.

## Geografía del Suroeste
El Suroeste antioqueño se encuentra localizado entre la vertiente oriental de la cordillera Occidental y la vertiente occidental de la cordillera Central, que conforman el cañón del río Cauca y la cuenca del río San Juan, al suroccidente del departamento de Antioquia.
El territorio del Suroeste antioqueño, tierra de colonizadores paisas, comprende una extensa zona de alta montaña, en muchísimas áreas bastante quebrada (destacándose los Farallones del Citará y los Farallones de La Pintada), zona que hoy transitan los habitantes actuales que mantienen muchas de las tradiciones de sus antepasados; debido a su topografía, el Suroeste presenta varios de los pisos térmicos del departamento, desde caliente hasta frío.
La dinámica física del Suroeste se estructura por el curso del río Cauca en su tramo medio, recorriendo la región desde el sur, en límites con el departamento de Caldas en la desembocadura del río Arquía, hasta la parte norte de la región un poco más allá de la desembocadura de la quebrada Quebradona o San Mateo en el municipio de Betulia. El principal afluente del río Cauca es el río San Juan, que atraviesa la cordillera Occidental. Desde el municipio de Andes hasta la desembocadura en el río Cauca a un kilómetro de Bolombolo.
Este territorio está conformado fundamentalmente por vertientes medias húmedas y en menor proporción, por vertientes cálidas y frías. Las vertientes frías, al extremo occidental y en límites con Chocó, son áreas de bosques primarios de difícil acceso. Las vertientes cálidas subhúmedas constituyen el Cañón del río Cauca que separa las vertientes medias y que se prolongan hasta el norte del departamento.
La subregión está conformada por 23 municipios: Amagá, Andes, Angelópolis, Betania, Betulia, Caramanta, Ciudad Bolívar, Concordia, Fredonia, Hispania, Jardín, Jericó, La Pintada, Montebello, Pueblorrico, Salgar, Santa Bárbara, Támesis, Tarso, Titiribí, Urrao, Valparaíso y Venecia, municipios de categoría sexta. Se encuentra ubicada entre las vertientes de las cordilleras Occidental y Central, que conforman el cañón del río Cauca y las cuencas del río San Juan y de la quebrada Sinifaná.
Cuenta con cuatro zonas: Cartama, Sinifaná, Penderisco y San Juan. Limita con las subregiones de Valle de Aburrá (norte), Oriente (oriente), al occidente con Urabá y el Departamento del Chocó y con los departamentos de Risaralda y Caldas en el sur. Cuenta con una extensión de 6.733 km², correspondientes al 10,5 % del área del departamento.

## Economía
Sus principales actividades económicas son la caficultura, la minería de carbón, el turismo, la producción de plátano, caña panelera, frutales, fríjol, hortalizas, yuca, papa y maíz; así mismo, la ganadería, la industria maderera y el comercio constituyen otros renglones de la economía.
La actividad turística se ha fomentado en los últimos años, convirtiendo las fincas cafeteras en hoteles, o en municipios como el Jardín las mismas casas del casco urbano, lo cual ha generado empleos.
|                                                   |
| Cerro Tusa, localizado en el municipio de Venecia |

|                                               |
| Quebrada La Herrera en el municipio de Jardín |

|                                     |
| Interior de la Iglesia de Caramanta |

|                                                   |
| Cascada que hace la quebrada Magallo en Concordia |

|                           |
| Parque e iglesia de Urrao |

|                                         |
| Iglesia en el parque principal de Andes |

## División Administrativa

Municipios del Suroeste.

El Suroeste está conformado por veintitrés (23) municipios con varios centros poblados y veredas:
| Municipio      | Centros poblados principales                                                                           | Otros centros poblados                                                                                  | Número de veredas | Extensión |
| -------------- | --- | --- | ----------------- | --------- |
| Amagá          | - Camilocé - La Clarita - Minas                                                                        | - Camilocé - Alto de La Virgen - La Ferrería - La Gualí - Piedecuesta - Piedecuesta - Maní de Las Casas | 18                | 84 km²    |
| Andes          | - Buenos Aires - La Chaparrala - La Unión - San Bartolo - San José - Santa Inés - Santa Rita - Tapartó | | 84                | 403 km²   |
| Angelópolis    | - La Estación                                                                                          | - Cienaguita - Santa Rita                                                                               | 10                | 86 km²    |
| Betania        | | - San Luis                                                                                              | 20                | 170 km²   |
| Betulia        | - Altamira                                                                                             | | 42                | 253 km²   |
| Ciudad Bolívar | - Alfonso López (San Gregorío) - San Bernardo de los Farallones                                        | - El Cabrero - Bolívar Arriba - Villa Alegría                                                           | 17                | 282 km²   |
| Caramanta      | - Alegrías - Barroblanco - Sucre                                                                       | - Aguadita Grande - San Antonio                                                                         | 21                | 82 km²    |
| Concordia      | - El Golpe - El Socorro                                                                                | - Salazar                                                                                               | 24                | 250 km²   |
| Fredonia       | - El Zancudo - Los Palomos - Marsella - Minas - Puente Iglesias                                        | | 34                | 247 km²   |
| Hispania       | | | 10                | 58 km²    |
| Jardín         | | - Cristanía - La Arboleda - Las Macanas - Quebrada Bonita                                               | 24                | 224 km²   |
| Jericó         | | - Guacamayal - Los Patios                                                                               | 30                | 193 km²   |
| La Pintada     | | - La Bocana                                                                                             | 2                 | 55 km²    |
| Montebello     | - Sabaletas                                                                                            | - La Granja - Piedra Galana                                                                             | 30                | 83 km²    |
| Pueblorrico    | | | 20                | 86 km²    |
| Salgar         | - El Concilio - La Cámara - La Margarita - Peñalisa                                                    | | 32                | 418 km²   |
| Santa Bárbara  | - Damasco - Versalles                                                                                  | - La Liboriana - Yarumalito - Zarcitos                                                                  | 42                | 185 km²   |
| Támesis        | - Palermo - San Pablo                                                                                  | - La Mirla                                                                                              | 37                | 264 km²   |
| Tarso          | | - El Cedrón - Tacamocho                                                                                 | 16                | 119 km²   |
| Titiribí       | - Albania - Otramina - Sitio Viejo                                                                     | - La Meseta - Porvenir - Puerto Escondido - Volcán                                                      | 18                | 142 km²   |
| Urrao          | - La Encarnación                                                                                       | - San José                                                                                              | 102               | 2.556 km² |
| Valparaíso     | | | 13                | 130 km²   |
| Venecia        | - Bolombolo                                                                                            | - La Amalia - Palenque                                                                                  | 15                |           |

## Sitios de interés
- Parque principal de Amagá.
- Iglesia San Fernando rey en Amagá.
- La ferrería en Amagá.
- Viaducto en Amagá.
- Parque Principal Simón Bolívar en Andes.
- Iglesia Parroquia Nuestra Señora de las Mercedes en Andes.
- Los farallones del Citará en Ciudad Bolívar.
- Centro poblado Versalles en Santa Bárbara.
- Catedral Nuestra Señora de las Mercedes en Montebello.
- Catedral de Jericó.
- Catedral Basílica Menor de la Inmaculada Concepción de Jardín.
- Parque El Libertador de Jardín (monumento nacional).
- Río Cartama en Támesis.
- Centro poblado Damasco en Santa Bárbara, conocido como el pesebre escondido de Antioquia.
- Centro poblado Sabaletas en Montebello.
- Los Farallones de La Pintada.
- Parque principal de Ciudad Bolívar.

### Vía principal de la región
- Troncal del Café